# Ur spår!
Ur spår! är ett livealbum av den svenska proggruppen Arbete & fritid, utgivet på skivbolaget MNW 1975 (skivnummer MNW 05F).

## Låtlista
A
1. "Ur spår....." – 22:21

B
1. "....ur spår" – 17:28

## Medverkande
- Tord Bengtsson – bas, fiol, pakistansk jägarlur
- Torsten Eckerman – trumpet
- Thomas Gartz - fiol
- Ove Karlsson – gitarr, cello
- Roland Keijser – saxofon
- Bosse Skoglund – trummor, trumpet

### Fotnoter
1. ↑  ”Ur spår!”. Discogs.com. http://www.discogs.com/Arbete-Fritid-Ur-Sp%C3%A5r/release/1217782. Läst 4 september 2012.